# Macrolobium stenosiphon
Macrolobium stenosiphon är en ärtväxtart som beskrevs av Hermann August Theodor Harms. Macrolobium stenosiphon ingår i släktet Macrolobium och familjen ärtväxter. Inga underarter finns listade i Catalogue of Life.